# Nacksjön
Nacksjön är en sjö i Nyköpings kommun i Södermanland och ingår i Svärtaåns huvudavrinningsområde. Sjöns area är 0,01 kvadratkilometer och den befinner sig 39 meter över havet.